# Shiva Narwal
Shiva Narwal (18 de febrero de 2006) es un deportista indio que compite en tiro, en la modalidad de pistola. Ganó una medalla de oro en el Campeonato Mundial de Tiro de 2023, en la prueba de pistola 10 m mixto.

## Palmarés internacional
| Campeonato Mundial | Campeonato Mundial | Campeonato Mundial | Campeonato Mundial |
| Año                | Lugar              | Medalla            | Prueba             |
| ------------------ | ------------------ | ------------------ | ------------------ |
| 2023               | Bakú (Azerbaiyán)  | Medalla de oro     | Pistola 10 m mixto |